# Tornei di tennis maschili nel 1903
Prima della nascita della cosiddetta "Era Open" del tennis, ossia l'apertura ai tennisti professionisti degli eventi più importanti, tutti i tornei erano riservati ad atleti dilettanti. Nel 1903 tutti i tornei erano amatoriali, tra questi c'erano i tornei del Grande Slam: il Campionato francese di tennis, il Torneo di Wimbledon, e gli U.S. National Championships.

## Calendario

### Gennaio
Nessun evento

### Febbraio
| Settimana   | Torneo                                           | Vincitore               | Finalista      | Semifinalisti | Eliminati ai quarti |
| ----------- | ------------------------------------------------ | ----------------------- | -------------- | ------------- | ------------------- |
| 23 febbraio | US Indoors 1903 New York, USA Singolare - Doppio | Wylie Grant 6-3 6-4 6-1 | Calhoun Cragin |               |                     |
| 23 febbraio | US Indoors 1903 New York, USA Singolare - Doppio |                         |                |               |                     |

### Marzo
| Settimana | Torneo                                                                     | Vincitore                             | Finalista                 | Semifinalisti | Eliminati ai quarti |
| --------- | -------------------------------------------------------------------------- | ------------------------------------- | ------------------------- | ------------- | ------------------- |
| marzo     | Riviera Championships 1903 Mentone, Francia Singolare - Doppio             | Edward Roy Allen                      | non conosciuta (bandiera) |               |                     |
| marzo     | Riviera Championships 1903 Mentone, Francia Singolare - Doppio             |                                       |                           |               |                     |
| 9 marzo   | Monte Carlo Cup 1903 Monte Carlo, Monte Carlo Singolare - Doppio           | Reginald Doherty 6-1 14-16 ritiro     | Frank Riseley             |               |                     |
| 9 marzo   | Monte Carlo Cup 1903 Monte Carlo, Monte Carlo Singolare - Doppio           |                                       |                           |               |                     |
| 10 marzo  | South Australian Championships 1903 Adelaide, Australia Singolare - Doppio | Joseph Croswell Blair 4-6 6-1 6-4 6-3 | Cecil Vincent Heath       |               |                     |
| 10 marzo  | South Australian Championships 1903 Adelaide, Australia Singolare - Doppio |                                       |                           |               |                     |
| 22 marzo  | South of France Championships 1903 Nizza, Francia Singolare - Doppio       | Laurence Doherty 5-7 3-6 6-3 6-4 6-3  | Sydney Howard Smith       |               |                     |
| 22 marzo  | South of France Championships 1903 Nizza, Francia Singolare - Doppio       | Laurence Doherty Reginald Doherty     |                           |               |                     |

### Aprile
| Settimana | Torneo                                                                            | Vincitore                        | Finalista                   | Semifinalisti | Eliminati ai quarti |
| --------- | --------------------------------------------------------------------------------- | -------------------------------- | --------------------------- | ------------- | ------------------- |
| aprile    | French Covered Court Championships 1903 Parigi, Francia Singolare - Doppio        | Max Décugis 7-5 6-1 5-7 8-6      | Major Josiah George Ritchie |               |                     |
| aprile    | French Covered Court Championships 1903 Parigi, Francia Singolare - Doppio        |                                  |                             |               |                     |
| 1º aprile | Geelong Easter Tournament 1903 Geelong, Australia Singolare - Doppio              | Norman Brookes                   | non conosciuta (bandiera)   |               |                     |
| 1º aprile | Geelong Easter Tournament 1903 Geelong, Australia Singolare - Doppio              |                                  |                             |               |                     |
| 27 aprile | British Covered Court Championships 1903 Londra, Gran Bretagna Singolare - Doppio | Laurence Doherty 6-4 4-6 6-4 6-2 | George Hillyard             |               |                     |
| 27 aprile | British Covered Court Championships 1903 Londra, Gran Bretagna Singolare - Doppio |                                  |                             |               |                     |

### Maggio
| Settimana | Torneo                                                                        | Vincitore                  | Finalista         | Semifinalisti | Eliminati ai quarti |
| --------- | ----------------------------------------------------------------------------- | -------------------------- | ----------------- | ------------- | ------------------- |
| 15 maggio | Swedish Covered Court Championships 1903 Stoccolma, Svezia Singolare - Doppio | Josiah Ritchie 6-1 6-1 6-1 | Pontus Qvarnstrom |               |                     |
| 15 maggio | Swedish Covered Court Championships 1903 Stoccolma, Svezia Singolare - Doppio |                            |                   |               |                     |
| 25 maggio | Wiesbaden Championships 1903 Wiesbaden, Germania Singolare - Doppio           | Viktor Von Müller          | Arnold Frese      |               |                     |
| 25 maggio | Wiesbaden Championships 1903 Wiesbaden, Germania Singolare - Doppio           |                            |                   |               |                     |

### Giugno
| Settimana | Torneo                                                                       | Vincitore                                        | Finalista                          | Semifinalisti | Eliminati ai quarti |
| --------- | ---------------------------------------------------------------------------- | ------------------------------------------------ | ---------------------------------- | ------------- | ------------------- |
| giugno    | Northern Championships 1903 Manchester, Gran Bretagna Singolare - Doppio     | Sydney Howard Smith 6-1 6-3 6-2                  | Clement Cazalet                    |               |                     |
| giugno    | Northern Championships 1903 Manchester, Gran Bretagna Singolare - Doppio     |                                                  |                                    |               |                     |
| 2 giugno  | Southern Championships 1903 Washington, USA Singolare - Doppio               | Frank Geoghegan 6-4 6-3 4-6 6-3                  | Raymond Little                     |               |                     |
| 2 giugno  | Southern Championships 1903 Washington, USA Singolare - Doppio               | Wylie Cameron Grant Robert Leroy 4-6 6-4 6-2 9-7 | John C. Davidson Dr. Glazebrook    |               |                     |
| 6 giugno  | Irish Championships 1903 Dublino, Irlanda Singolare - Doppio                 | William Drapes 6-0 3-6 6-3 3-6 6-4               | James Cecil Parke                  |               |                     |
| 6 giugno  | Irish Championships 1903 Dublino, Irlanda Singolare - Doppio                 |                                                  |                                    |               |                     |
| 6 giugno  | Middlesex Championships 1903 Chiswick Park, Gran Bretagna Singolare - Doppio | Harold Mahony 3-6 6-2 6-3 3-6 6-3                | Brame Hillyard                     |               |                     |
| 6 giugno  | Middlesex Championships 1903 Chiswick Park, Gran Bretagna Singolare - Doppio |                                                  |                                    |               |                     |
| 14 giugno | Campionato francese di tennis 1903 Parigi, Francia Singolare - Doppio        | Max Décugis 6-3 6-2                              | André Vacherot                     |               |                     |
| 14 giugno | Campionato francese di tennis 1903 Parigi, Francia Singolare - Doppio        | Max Décugis J. Worth 8-6, 6-4 ritiro             | André Vacherot Marcel Vacherot     |               |                     |
| 16 giugno | Metropolitan Grass Court Championships 1903 New York, USA Singolare - Doppio | Holcombe Ward 6-8 2-6 7-5 6-4 6-2                | Harold Hackett                     |               |                     |
| 16 giugno | Metropolitan Grass Court Championships 1903 New York, USA Singolare - Doppio | Harry F. Allen Robert Leroy 6-0 5-7 8-6 6-4      | Holcombe Ward Ross Burchard        |               |                     |
| 20 giugno | New England Championships 1903 New Haven, USA Singolare - Doppio             | James Terry 6-3 6-4 4-6 6-3                      | George Henry Nettleton             |               |                     |
| 20 giugno | New England Championships 1903 New Haven, USA Singolare - Doppio             | Lewis Perry W.P. Blagden 2-6 6-4 3-6 6-3 6-4     | James Terry F. E. Howard           |               |                     |
| 22 giugno | Middle States Championships 1903 Mountain Station, USA Singolare - Doppio    | Stephen Caldwell Millett 6-4 6-2 6-1             | Robert Leroy                       |               |                     |
| 22 giugno | Middle States Championships 1903 Mountain Station, USA Singolare - Doppio    | Robert Wrenn George Wrenn 5-7 6-4 10-8 7-9 8-6   | Holcombe Ward Leonard Everett Ware |               |                     |
| 30 giugno | Torneo di Wimbledon 1903 Londra, Gran Bretagna Singolare - Doppio            | Laurence Doherty 7-5 6-3 6-0                     | Frank Riseley                      |               |                     |
| 30 giugno | Torneo di Wimbledon 1903 Londra, Gran Bretagna Singolare - Doppio            | Reginald Doherty Laurence Doherty 6-4 6-4 6-4    | Sidney Smith Frank Riseley         |               |                     |

### Luglio
| Settimana | Torneo                                                                          | Vincitore                                                    | Finalista                           | Semifinalisti | Eliminati ai quarti |
| --------- | ------------------------------------------------------------------------------- | ------------------------------------------------------------ | ----------------------------------- | ------------- | ------------------- |
| luglio    | Mid-Kent Championships 1903 Maidstone, Gran Bretagna Singolare - Doppio         | Edward Roy Allen                                             | non conosciuta (bandiera)           |               |                     |
| luglio    | Mid-Kent Championships 1903 Maidstone, Gran Bretagna Singolare - Doppio         |                                                              |                                     |               |                     |
| luglio    | Torneo di Redhill 1903 Redhill, Gran Bretagna Singolare - Doppio                | Sydney H. Adams                                              | non conosciuta (bandiera)           |               |                     |
| luglio    | Torneo di Redhill 1903 Redhill, Gran Bretagna Singolare - Doppio                |                                                              |                                     |               |                     |
| luglio    | North London Championships 1903 Londra, Gran Bretagna Singolare - Doppio        | Herbert Roper Barrett                                        | non conosciuta (bandiera)           |               |                     |
| luglio    | North London Championships 1903 Londra, Gran Bretagna Singolare - Doppio        |                                                              |                                     |               |                     |
| 4 luglio  | California State Championships 1903 Sacramento, USA Singolare - Doppio          | Grant Smith 6-0 2-6 6-2 6-0                                  | Will Allen                          |               |                     |
| 4 luglio  | California State Championships 1903 Sacramento, USA Singolare - Doppio          |                                                              |                                     |               |                     |
| 11 luglio | Welsh Championships 1903 Newport, Gran Bretagna Singolare - Doppio              | John Mycroft Boucher 6-0 3-6 6-4 6-3                         | George Aristides Caridia            |               |                     |
| 11 luglio | Welsh Championships 1903 Newport, Gran Bretagna Singolare - Doppio              |                                                              |                                     |               |                     |
| 11 luglio | Canadian Championships 1903 Niagara Falls, Canada Singolare - Doppio            | Beals Wright 8-6 6-3 6-4                                     | Edgar Leonard                       |               |                     |
| 11 luglio | Canadian Championships 1903 Niagara Falls, Canada Singolare - Doppio            | Irving Christian Wright Beals Coleman Wright 8-6 6-3 3-6 6-2 | Edgar Leonard John Crosby Neely     |               |                     |
| 17 luglio | Seabright Invitational 1903 Seabright, USA Singolare - Doppio                   | Holcombe Ward 4-6 6-3 6-4                                    | William Larned                      |               |                     |
| 17 luglio | Seabright Invitational 1903 Seabright, USA Singolare - Doppio                   |                                                              |                                     |               |                     |
| 18 luglio | Warwickshire Championships 1903 Leamington, Gran Bretagna Singolare - Doppio    | John Mycroft Boucher 6-4 7-5                                 | Edward Roy Allen                    |               |                     |
| 18 luglio | Warwickshire Championships 1903 Leamington, Gran Bretagna Singolare - Doppio    |                                                              |                                     |               |                     |
| 18 luglio | Queen's Club Championships 1903 Londra, Gran Bretagna Singolare - Doppio        | George Greville 6-1 6-4 7-9 5-7 6-4                          | Charles Simond                      |               |                     |
| 18 luglio | Queen's Club Championships 1903 Londra, Gran Bretagna Singolare - Doppio        |                                                              |                                     |               |                     |
| 25 luglio | Midland Counties Championships 1903 Edgbaston, Gran Bretagna Singolare - Doppio | Sydney Howard Smith 7-5 5-7 6-4 6-2                          | Josiah Ritchie                      |               |                     |
| 25 luglio | Midland Counties Championships 1903 Edgbaston, Gran Bretagna Singolare - Doppio |                                                              |                                     |               |                     |
| 25 luglio | Nottinghamshire Championships 1903 Nottingham, Gran Bretagna Singolare - Doppio | Edward Roy Allen 7-5 6-2 6-2                                 | A.G. Neilson                        |               |                     |
| 25 luglio | Nottinghamshire Championships 1903 Nottingham, Gran Bretagna Singolare - Doppio |                                                              |                                     |               |                     |
| 25 luglio | Tri-State Championships 1903 Cincinnati, USA Singolare - Doppio                 | Kreigh Collins 11-9 4-6 6-1 3-6 6-4                          | Raymond Little                      |               |                     |
| 25 luglio | Tri-State Championships 1903 Cincinnati, USA Singolare - Doppio                 | Nat C. Emerson Ernest Diehl 2-6 7-5 6-2 6-3                  | Kreigh Collins Louis Harold Waidner |               |                     |
| 29 luglio | Longwood Bowl 1903 Boston, USA Singolare - Doppio                               | William Larned 2-6 6-4 6-0 6-2                               | William Jackson Clothier            |               |                     |
| 29 luglio | Longwood Bowl 1903 Boston, USA Singolare - Doppio                               |                                                              |                                     |               |                     |
| 31 luglio | Western Championships 1903 Chicago, USA Erba Singolare - Doppio                 | Kreigh Collins 6-0 7-5 6-4                                   | Arthur Snow                         |               |                     |
| 31 luglio | Western Championships 1903 Chicago, USA Erba Singolare - Doppio                 | Kreigh Collins Louis Harold Waidner 6-3 8-6 6-4              | Nat Emerson Ernest Diehl            |               |                     |

### Agosto
| Settimana | Torneo                                                                          | Vincitore                                              | Finalista                        | Semifinalisti | Eliminati ai quarti |
| --------- | ------------------------------------------------------------------------------- | ------------------------------------------------------ | -------------------------------- | ------------- | ------------------- |
| Agosto    | German Championships 1903 Amburgo, Germania Singolare - Doppio                  | Josiah Ritchie walkover                                | Max Décugis                      |               |                     |
| Agosto    | German Championships 1903 Amburgo, Germania Singolare - Doppio                  |                                                        |                                  |               |                     |
| Agosto    | Torneo di Ostenda 1903 Ostenda, Belgio Singolare - Doppio                       | Paul de Borman 6-2 10-8 4-6 6-0                        | Clarence Hobart                  |               |                     |
| Agosto    | Torneo di Ostenda 1903 Ostenda, Belgio Singolare - Doppio                       |                                                        |                                  |               |                     |
| Agosto    | Lincolnshire Championships 1903 Spilsby, Gran Bretagna Singolare - Doppio       | Arthur Horsbrugh Porter                                | non conosciuta (bandiera)        |               |                     |
| Agosto    | Lincolnshire Championships 1903 Spilsby, Gran Bretagna Singolare - Doppio       |                                                        |                                  |               |                     |
| Agosto    | Shropshire Championships 1903 Shrewsbury, Gran Bretagna Singolare - Doppio      | E.V. Jones                                             | non conosciuta (bandiera)        |               |                     |
| Agosto    | Shropshire Championships 1903 Shrewsbury, Gran Bretagna Singolare - Doppio      |                                                        |                                  |               |                     |
| 2 agosto  | Northumberland Championships 1903 Newcastle, Gran Bretagna Singolare - Doppio   | John Mycroft Boucher                                   | non conosciuta (bandiera)        |               |                     |
| 2 agosto  | Northumberland Championships 1903 Newcastle, Gran Bretagna Singolare - Doppio   |                                                        |                                  |               |                     |
| 5 agosto  | Suffolk Championships 1903 Saxmundham, Gran Bretagna Singolare - Doppio         | Edward Roy Allen 6-4 1-6 6-1 3-6 6-2                   | Herbert Roper-Barrett            |               |                     |
| 5 agosto  | Suffolk Championships 1903 Saxmundham, Gran Bretagna Singolare - Doppio         |                                                        |                                  |               |                     |
| 8 agosto  | Scottish Championships 1903 Moffat, Gran Bretagna Singolare - Doppio            | Frederick William Payn 6-3 6-2 3-6 6-2                 | Arthur Wallace McGregor          |               |                     |
| 8 agosto  | Scottish Championships 1903 Moffat, Gran Bretagna Singolare - Doppio            |                                                        |                                  |               |                     |
| 8 agosto  | Essex Championships 1903 Colchester, Gran Bretagna Singolare - Doppio           | Herbert Roper Barrett 7-5 6-4 ritiro                   | Edward Roy Allen                 |               |                     |
| 8 agosto  | Essex Championships 1903 Colchester, Gran Bretagna Singolare - Doppio           |                                                        |                                  |               |                     |
| 8 agosto  | Southern California Championships 1903 Santa Monica, USA Singolare - Doppio     | Alphonzo Bell 6-2 6-3 10-8                             | Eugene Overton                   |               |                     |
| 8 agosto  | Southern California Championships 1903 Santa Monica, USA Singolare - Doppio     | Alphonzo Bell Archibald C. Way 6-2 6-1 4-6 6-3         | Eugene Overton Cravens           |               |                     |
| 8 agosto  | Northwestern Championships 1903 Minnetonka, USA Singolare - Doppio              | Harry Wainder 6-3 6-4 6-3                              | Arthur Snow                      |               |                     |
| 8 agosto  | Northwestern Championships 1903 Minnetonka, USA Singolare - Doppio              | George Kimball Belden Henry Belden 4-6 7-5 6-3 4-6 6-4 | Reuben Hunt Arthur Snow          |               |                     |
| 14 agosto | Southampton Invitation 1903 Southampton, USA Singolare - Doppio                 | Laurence Doherty 6-1 6-2 6-1                           | William Larned                   |               |                     |
| 14 agosto | Southampton Invitation 1903 Southampton, USA Singolare - Doppio                 |                                                        |                                  |               |                     |
| 15 agosto | Derbyshire Championships 1903 Buxton, Gran Bretagna Singolare - Doppio          | Xenophon Casdagli 6-3 7-5                              | Walter Cecil Crawley             |               |                     |
| 15 agosto | Derbyshire Championships 1903 Buxton, Gran Bretagna Singolare - Doppio          |                                                        |                                  |               |                     |
| 16 agosto | East of England Championships 1903 Felixstowe, Gran Bretagna Singolare - Doppio | Edward Roy Allen 6-3 6-3 6-4                           | Turketil George Pearson Greville |               |                     |
| 16 agosto | East of England Championships 1903 Felixstowe, Gran Bretagna Singolare - Doppio |                                                        |                                  |               |                     |
| 22 agosto | Hampshire Championships 1903 Bournemouth, Gran Bretagna Singolare - Doppio      | Alexander Frederick Fellowes 6-3 6-1                   | John Baker Dufall                |               |                     |
| 22 agosto | Hampshire Championships 1903 Bournemouth, Gran Bretagna Singolare - Doppio      |                                                        |                                  |               |                     |
| 27 agosto | U.S. National Championships 1903 Newport, USA Singolare - Doppio                | Laurence Doherty 6-0 6-3 10-8                          | William Larned                   |               |                     |
| 27 agosto | U.S. National Championships 1903 Newport, USA Singolare - Doppio                | Reggie Doherty Laurence Doherty 7-5, 6-3, 6-3          | Kreigh Collins Harry Wainder     |               |                     |
| 29 agosto | Cinque Ports Championships 1903 Folkestone, Gran Bretagna Singolare - Doppio    | Wilberforce Eaves 6-3 5-7 8-6 6-2                      | Turketil George Pearson Greville |               |                     |
| 29 agosto | Cinque Ports Championships 1903 Folkestone, Gran Bretagna Singolare - Doppio    |                                                        |                                  |               |                     |
| 29 agosto | Queensland Championships 1903 Brisbane, Australia Singolare - Doppio            | John Neville Griffiths 8-6 6-1 6-3                     | George Stanton Crouch            |               |                     |
| 29 agosto | Queensland Championships 1903 Brisbane, Australia Singolare - Doppio            |                                                        |                                  |               |                     |
| 31 agosto | New South Wales Championships 1903 Sydney, Australia Singolare - Doppio         | Granville Gilbert Sharp                                | Barney Murphy                    |               |                     |
| 31 agosto | New South Wales Championships 1903 Sydney, Australia Singolare - Doppio         |                                                        |                                  |               |                     |
| 31 agosto | Homburg Cup 1903 Bad Homburg vor der Höhe, Germania Singolare - Doppio          | George Courtenay Ball Greene 7-5 7-5 3-6 2-6 6-3       | Josiah Ritchie                   |               |                     |
| 31 agosto | Homburg Cup 1903 Bad Homburg vor der Höhe, Germania Singolare - Doppio          |                                                        |                                  |               |                     |

### Settembre
| Settimana    | Torneo                                                                             | Vincitore                                           | Finalista                             | Semifinalisti | Eliminati ai quarti |
| ------------ | ---------------------------------------------------------------------------------- | --------------------------------------------------- | ------------------------------------- | ------------- | ------------------- |
| Settembre    | Torneo di Les Avants 1903 Les Avants, Svizzera Singolare - Doppio                  | Clement Burnett Weir 6-2 13-11 6-2                  | Georges Patry                         |               |                     |
| Settembre    | Torneo di Les Avants 1903 Les Avants, Svizzera Singolare - Doppio                  |                                                     |                                       |               |                     |
| Settembre    | Torneo di Le Touquet 1903 Le Touquet, Francia Singolare - Doppio                   | George Greville 6-1 6-2                             | Evan Gwynne Evans                     |               |                     |
| Settembre    | Torneo di Le Touquet 1903 Le Touquet, Francia Singolare - Doppio                   |                                                     |                                       |               |                     |
| Settembre    | Torneo di Dinard 1903 Dinard, Francia Singolare - Doppio                           | Wilberforce Eaves 3-6 6-2 6-3 6-1                   | Reginald Arthur Villiers Forbes       |               |                     |
| Settembre    | Torneo di Dinard 1903 Dinard, Francia Singolare - Doppio                           |                                                     |                                       |               |                     |
| Settembre    | South of England Championships 1903 Eastbourne, Gran Bretagna Singolare - Doppio   | Josiah Ritchie 6-3 5-7 7-5 6-0                      | Edward Roy Allen                      |               |                     |
| Settembre    | South of England Championships 1903 Eastbourne, Gran Bretagna Singolare - Doppio   |                                                     |                                       |               |                     |
| Settembre    | Torneo di Conishead Priory 1903 Conishead Priory, Gran Bretagna Singolare - Doppio | E.V. Jones                                          | non conosciuta (bandiera)             |               |                     |
| Settembre    | Torneo di Conishead Priory 1903 Conishead Priory, Gran Bretagna Singolare - Doppio |                                                     |                                       |               |                     |
| Settembre    | Torneo di Carlisle 1903 Carlisle, Gran Bretagna Singolare - Doppio                 | S.B. Rea                                            | non conosciuta (bandiera)             |               |                     |
| Settembre    | Torneo di Carlisle 1903 Carlisle, Gran Bretagna Singolare - Doppio                 |                                                     |                                       |               |                     |
| 5 settembre  | Pacific Coast Championships 1903 San Rafael, USA Singolare - Doppio                | Alphonzo Bell 6-3 7-5 11-9                          | Louis Ransome Freeman                 |               |                     |
| 5 settembre  | Pacific Coast Championships 1903 San Rafael, USA Singolare - Doppio                | Alphonzo Bell Louis Ransome Freeman 7-5 5-7 6-4 6-2 | Grant M. Smith John Drummond MacGavin |               |                     |
| 6 settembre  | Europe Championships 1903 Scheveningen, Paesi Bassi Terra rossa Singolare - Doppio | Robert LeRoy 4-6 6-1 6-1 6-0                        | William Percy Pinckney                |               |                     |
| 6 settembre  | Europe Championships 1903 Scheveningen, Paesi Bassi Terra rossa Singolare - Doppio |                                                     |                                       |               |                     |
| 11 settembre | Torneo di Boulogne 1903 Boulogne, Francia Singolare - Doppio                       | George Greville 6-4 7-5 6-1                         | J.B. Ward                             |               |                     |
| 11 settembre | Torneo di Boulogne 1903 Boulogne, Francia Singolare - Doppio                       |                                                     |                                       |               |                     |
| 13 settembre | Sussex Championships 1903 Brighton, Gran Bretagna Singolare - Doppio               | Robert LeRoy -6 6-1 1-6 1-6 6-2                     | Wylie Cameron Grant                   |               |                     |
| 13 settembre | Sussex Championships 1903 Brighton, Gran Bretagna Singolare - Doppio               |                                                     |                                       |               |                     |
| 13 settembre | Kent Championships 1903 Beckenham, Gran Bretagna Singolare - Doppio                | Laurence Doherty 6-1 6-2 6-3                        | Arthur William Charles Gore           |               |                     |
| 13 settembre | Kent Championships 1903 Beckenham, Gran Bretagna Singolare - Doppio                |                                                     |                                       |               |                     |
| 26 settembre | Welsh Covered Court Championships 1903 Craigside, Gran Bretagna Singolare - Doppio | Robert Baldwin Hough 6-0 3-6 6-4 6-3                | George Aristides Caridia              |               |                     |
| 26 settembre | Welsh Covered Court Championships 1903 Craigside, Gran Bretagna Singolare - Doppio |                                                     |                                       |               |                     |

### Ottobre
| Settimana  | Torneo                                                                            | Vincitore                   | Finalista      | Semifinalisti | Eliminati ai quarti |
| ---------- | --------------------------------------------------------------------------------- | --------------------------- | -------------- | ------------- | ------------------- |
| 12 ottobre | Queen's Covered Court Championships 1903 Londra, Gran Bretagna Singolare - Doppio | Arthur Gore 8-6 1-6 7-5 6-4 | Josiah Ritchie |               |                     |
| 12 ottobre | Queen's Covered Court Championships 1903 Londra, Gran Bretagna Singolare - Doppio |                             |                |               |                     |

### Novembre
| Settimana   | Torneo                                                                    | Vincitore                      | Finalista                 | Semifinalisti | Eliminati ai quarti |
| ----------- | ------------------------------------------------------------------------- | ------------------------------ | ------------------------- | ------------- | ------------------- |
| 21 novembre | Western Australian Championships 1903 Perth, Australia Singolare - Doppio | Ernie Parker 3-6 6-1 6-3 6-2   | John Goldworth Greayer    |               |                     |
| 21 novembre | Western Australian Championships 1903 Perth, Australia Singolare - Doppio |                                |                           |               |                     |
| 22 novembre | Victorian Championships 1903 Melbourne, Australia Singolare - Doppio      | Norman Brookes 6-0 4-6 6-3 6-2 | Alfred Wallace Dunlop     |               |                     |
| 22 novembre | Victorian Championships 1903 Melbourne, Australia Singolare - Doppio      |                                |                           |               |                     |
| 30 novembre | Metropolitan Championships 1903 Strathfield, Australia Singolare - Doppio | Granville Gilbert Sharp        | non conosciuta (bandiera) |               |                     |
| 30 novembre | Metropolitan Championships 1903 Strathfield, Australia Singolare - Doppio |                                |                           |               |                     |

### Dicembre
| Settimana                                          | Torneo                                                                      | Vincitore              | Finalista                 | Semifinalisti | Eliminati ai quarti |
| -------------------------------------------------- | --------------------------------------------------------------------------- | ---------------------- | ------------------------- | ------------- | ------------------- |
|                                                    | New Zealand Championships 1903 Wellington, Nuova Zelanda Singolare - Doppio | Harry Alabaster Parker | non conosciuta (bandiera) |               |                     |
| Frederick Reginald Laishley Harry Alabaster Parker | New Zealand Championships 1903 Wellington, Nuova Zelanda Singolare - Doppio |                        |                           |               |                     |

### Senza data
| Settimana | Torneo                                                                             | Vincitore             | Finalista                 | Semifinalisti | Eliminati ai quarti |
| --------- | ---------------------------------------------------------------------------------- | --------------------- | ------------------------- | ------------- | ------------------- |
|           | Torneo di Ilkley 1903 Ilkley, Gran Bretagna Singolare - Doppio                     | John Mycroft Boucher  | non conosciuta (bandiera) |               |                     |
|           | Torneo di Ilkley 1903 Ilkley, Gran Bretagna Singolare - Doppio                     |                       |                           |               |                     |
|           | Isle of Wight Ventnor Championships 1903 Ventnor, Gran Bretagna Singolare - Doppio | Charles Henry Ridding | non conosciuta (bandiera) |               |                     |
|           | Isle of Wight Ventnor Championships 1903 Ventnor, Gran Bretagna Singolare - Doppio |                       |                           |               |                     |
|           | National Collegiate Championships 1903 Haverford, USA Singolare - Doppio           | Edward Dewhurst       | non conosciuta (bandiera) |               |                     |
|           | National Collegiate Championships 1903 Haverford, USA Singolare - Doppio           |                       |                           |               |                     |
|           | Nice Lawn Tennis Club Championships 1903 Nizza, Francia Singolare - Doppio         | Josiah Ritchie        | non conosciuta (bandiera) |               |                     |
|           | Nice Lawn Tennis Club Championships 1903 Nizza, Francia Singolare - Doppio         |                       |                           |               |                     |
|           | North of England Championships 1903 Scarborough, Gran Bretagna Singolare - Doppio  | Walter Cecil Crawley  | non conosciuta (bandiera) |               |                     |
|           | North of England Championships 1903 Scarborough, Gran Bretagna Singolare - Doppio  |                       |                           |               |                     |
|           | South African Championships 1903 Città del Capo, Sudafrica Singolare - Doppio      | R.W.G. Clarke         | H.M Steele                |               |                     |
|           | South African Championships 1903 Città del Capo, Sudafrica Singolare - Doppio      |                       |                           |               |                     |
|           | Swiss International Championships 1903 Zurigo, Svizzera Singolare - Doppio         | Marcel Vacherot       | non conosciuta (bandiera) |               |                     |
|           | Swiss International Championships 1903 Zurigo, Svizzera Singolare - Doppio         |                       |                           |               |                     |
|           | Transvaal Championships 1903 Johannesburg, Sudafrica Singolare - Doppio            | Harold Kitson         | non conosciuta (bandiera) |               |                     |
|           | Transvaal Championships 1903 Johannesburg, Sudafrica Singolare - Doppio            |                       |                           |               |                     |
|           | West Sussex Championships 1903 Chichester, Gran Bretagna Singolare - Doppio        | Edward Roy Allen      | non conosciuta (bandiera) |               |                     |
|           | West Sussex Championships 1903 Chichester, Gran Bretagna Singolare - Doppio        |                       |                           |               |                     |